# Mora atlantycka
Mora atlantycka, mora (Mora moro) – gatunek morskiej ryby dorszokształtnej z rodziny morowatych (Moridae).

## Występowanie
Mora występuje w wodach wschodniego Atlantyku, od Islandii i Wysp Owczych, przez Irlandię i Wielką Brytanię, Francję, Hiszpanię i Portugalię, do północno-zachodniej Afryki, włączając w to wody przybrzeżne Azorów i Madery. Zamieszkuje także znaczny obszar Morza Śródziemnego – m.in. Morza Balearskie, Kreteńskie, Jońskie, Liguryjskie i Zatokę Lwią. Obecna w wodach otaczających południową Afrykę od Namibii, przez Południową Afrykę, do Madagaskaru. Na Oceanie Spokojnym występuje wokół południowej i wschodniej Australii, do Nowej Zelandii, oraz na niewielkim obszarze od archipelagu Juan Fernández do wybrzeży Chile na wysokości Valparaíso.

## Ekologia i zachowanie
Jest to ryba głębokowodna, bytująca na głębokości od 50 do 2500 m (wg innych źródeł 450–2500, 300–1500 m). Odnotowywana głównie w górnych częściach stoków kontynentalnych. Podczas badań nad różnorodnością gatunkową i liczebnością ryb we wschodnim Atlantyku w połowie lat 90. XX wieku w okolicach Wysp Kanaryjskich najwięcej mor złowiono na głębokości 900–1100 m. W Morzu Śródziemnych nie jest uważana za gatunek rzadki, ale też nie należy do szczególnie rozpowszechnionych.
Odżywia się mniejszymi rybami, skorupiakami, mięczakami i innymi bezkręgowcami. Tarło przypada na wczesną jesień.

## Morfologia
Dorosłe osobniki osiągają długość maksymalną 80 cm (100 cm), średnia długość wynosi około 45 cm (40–60 cm). Mora ma około 51 kręgów. Płetwy brzuszne są cienkie i wydłużone. Ma dwie płetwy grzbietowe z odpowiednio 7–8 i 42–44 promieniami miękkimi, dwie płetwy odbytowe (lub jedną głęboko wciętą w połowie) z odpowiednio 15–18 i 15–20 promieniami miękkimi. Między pierwszą a drugą płetwą odbytową są charakterystyczne trzy kolce. Oczy ma stosunkowo duże. Jest koloru szarego.

## Znaczenie gospodarcze
Nie ma znaczenia gospodarczego. Łowiona jest rzadko, nie stanowi bowiem celu morskiego rybołówstwa komercyjnego. Mięso jadalne.

## Status
IUCN uznaje ją za gatunek najmniejszej troski (LC, Least Concern) od 2013. Trend populacji nieznany.